# جهاز تنقية الغاز الرطب
يصف مصطلح جهاز تنقية الغاز الرطب مجموعة متنوعة من الأجهزة التي تزيل الملوثات من غاز مداخن الفرن أو من تيارات الغاز الأخرى. في جهاز التنظيف الرطب يتلامس تيار الغاز الملوث مع سائل الغسل عن طريق رشه بالسائل أو عن طريق إجباره على المرور عبر تجمع من السائل أو بواسطة بعض طرق التلامس الأخرى ويتم بالتالي بهذه الطرق إزالة الملوثات.

## التصميم

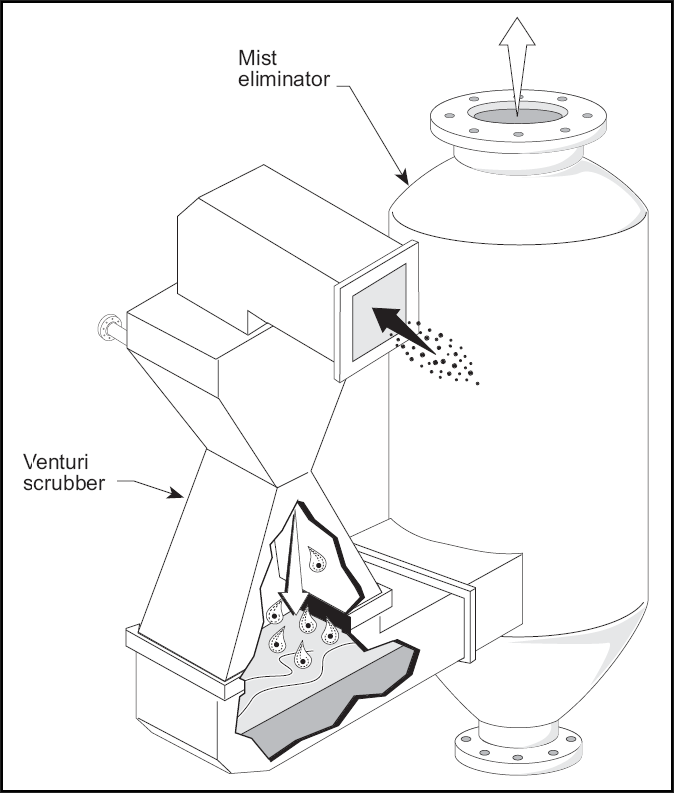
تصميم جهاز تنقية الغاز. غالبًا ما يكون مزيل الضباب لجهاز تنقية الغاز الفنتوري venturi scrubber جهازًا منفصلاً يسمى الفاصل الإعصاري cyclonic separator

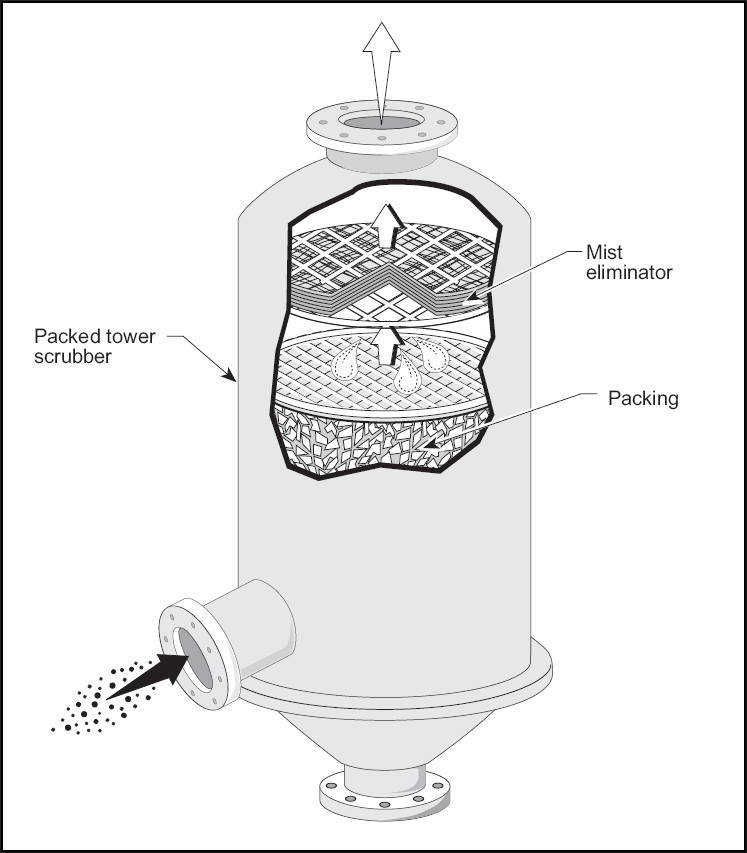
تصميم برج سرير معبأ حيث يتم دمج مزيل الضباب في الجزء العلوي من الهيكل. توجد تصاميم برج مختلفة

يعتمد تصميم أجهزة تنقية الغاز الرطب أو أي جهاز للتحكم في تلوث الهواء على ظروف العملية الصناعية وطبيعة ملوثات الهواء المعنية. إن خصائص الغاز الداخل وخصائص الغبار (في حالة وجود جزيئات ) ذات أهمية قصوى. يمكن تصميم أجهزة تنقية الغاز لتجميع المواد الجسيمية و / أو الملوثات الغازية. تتيح تعدد استخدامات أجهزة تنقية الغاز الرطب أن يتم بناؤها في العديد من التكوينات وكلها مصممة لتوفير اتصال جيد بين تيار الغاز السائل والملوث.
إن أجهزة تنقية الغاز الرطب تعمل على إزالة جزيئات الغبار بواسطة التقاطها في قطيرات سائلة. إن القطيرات السائلة يتم جمعها بعد ذلك بحيث يقوم السائل بإذابة الغازات الملوثة أو امتصاصها. إن أية قطيرات موجودة في غاز مدخل جهاز التنظيف يجب أن يتم فصلها عن تيار غاز المخرج بواسطة جهاز آخر يشار إليه بمزيل الضباب (بالإنجليزية: mist eliminator)‏ أو فاصل الحصر (بالإنجليزية: entrainment separator)‏ (هذه المصطلحات قابلة للتبديل). يجب كذلك معالجة سائل الغسل الناتج قبل أي تصريف نهائي أو إعادة استخدامه في المصنع.
غالبًا ما تتناسب قدرة جهاز تنظيف الغاز الرطب على تجميع الجزيئات الصغيرة بشكل مباشر مع مدخلات الطاقة في جهاز التنظيف. تستخدم الأجهزة منخفضة الطاقة مثل أبراج الرش لتجميع الجسيمات التي يزيد حجمها عن 5 ميكرومتر. للحصول على كفاءة عالية في إزالة الجسيمات ذات القطر 1 ميكرومتر (أو أقل) فإن ذلك يتطلب عمومًا أجهزة عالية الطاقة مثل أجهزة تنقية الغاز فينتوري (بالإنجليزية: venturi scrubbers)‏ أو الأجهزة المعززة مثل أجهزة تنقية الغاز بالتكثيف. بالإضافة إلى ذلك ، فإن فاصل الحصر أو مانع الضباب المصمم والمشغل بشكل صحيح مهم لتحقيق كفاءة إزالة عالية. كلما زاد عدد قطرات السائل التي لم يتم التقاطها بواسطة مزيل الضباب ، زادت مستويات الانبعاث المحتملة.
يشار إلى أجهزة تنظيف الغاز الرطب التي تزيل الملوثات الغازية بالممتصات . يعد التلامس الجيد بين الغاز والسائل ضروريًا للحصول على كفاءة إزالة عالية في الامتصاص. تُستخدم تصميمات مختلفة لأجهزة تنظيف الغاز الرطب لتتمكن من القيام بوظيفتها في إزالة الملوثات الغازية ويعتبر العمود المعبأ وعمود الألواح التصميمان الأكثر شيوعًا.
إذا كان تيار الغاز يحتوي على كل من الجسيمات والغازات فمن الواضح أن أجهزة تنظيف الغاز الرطب هي بشكل عام الوحيدة القادرة على التحكم في تلوث الهواء الذي يمكنه إزالة كلا الملوثين. يمكن أن تحقق أجهزة تنظيف الغاز الرطب كفاءة إزالة عالية إما للجسيمات أو الغازات ولكن في بعض الحالات يمكن أن تحقق كفاءة عالية في إزالة كلا الملوثين معا في نفس النظام. ومع ذلك فإنه في كثير من الحالات تكون أفضل ظروف التشغيل لتجميع وإزالة الجزيئات هي الأكثر فقراً في قدرتها على إزالة الغاز.
بشكل عام إن الحصول على كفاءات عالية في وقت واحد لإزالة كلا من الغاز والجسيمات معا يتطلب أن يتم جمع أحدها بسهولة (أي إما أن تكون الغازات ذات القابلية العالية للذوبان في السائل أو أن تكون الجسيمات كبيرة وبالتالي يمكن التقاطها بسهولة) ، أو عن طريق استخدام كاشف الغسل (بالإنجليزية: scrubbing reagent)‏ مثل الجير أو هيدروكسيد الصوديوم .

## المميزات والعيوب
من أجل عملية ضبط الجسيمات فإن أجهزة تنظيف الغاز الرطب (والتي يشار إليها أيضًا باسم المجمعات الرطبة) يتم تقييمها في مقابل المرشحات النسيجية و المرسبات الكهروستاتيكية (ESPs). فيما يلي بعض مزايا أجهزة الغسل الرطب عن هذه الأجهزة:
- تتمتع أجهزة تنظيف الغاز الرطب بالقدرة على التعامل مع درجات الحرارة العالية والرطوبة .
- في أجهزة تنظيف الغاز الرطب يتم تبريد غازات المداخن وهذا الأمر ينتج عنه حجم إجمالي أصغر للمعدات.
- يمكن لأجهزة تنظيف الغاز الرطب إزالة كل من الغازات والجسيمات معا.
- يمكن لأجهزة تنظيف الغاز الرطب تحييد الغازات المسببة للتآكل .

تتضمن بعض عيوب أجهزة تنظيف الغاز الرطب:
- التآكل
- الحاجة إلى فصل الحبيبات أو إزالة الضباب للحصول على كفاءة عالية
- الحاجة إلى معالجة أو إعادة استخدام السائل المستهلك.

تم استخدام أجهزة تنظيف الغاز الرطب في مجموعة متنوعة من الصناعات مثل مصانع الأحماض ومصانع الأسمدة ومصانع الصلب ومحطات الأسفلت ومحطات الطاقة الكبيرة.
| مزايا | سلبيات |
| --- | --- |
| - متطلبات المساحة الصغيرة: تعمل أجهزة تنقية الغاز على تقليل درجة حرارة وحجم تيار العادم غير المشبع. لذلك فإن أحجام الأوعية بما في ذلك المراوح وقنوات المصب تكون أصغر من تلك الخاصة بأجهزة الضبط الأخرى. تؤدي الأحجام الصغيرة إلى انخفاض تكاليف رأس المال والمزيد من المرونة في موقع جهاز الغسيل. - عدم وجود مصادر غبار ثانوية: بمجرد جمع الجسيمات فإنه من غير الممكن لها الهروب من القواديس (بالإنجليزية: hoppers)‏ أو الهروب أثناء نقلها. - التعامل مع تيارات الغاز ذو درجة الحرارة العالية والرطوبة العالية: لا توجد مشاكل في حدود درجة الحرارة أو مشاكل في التكثيف يمكن أن تحدث كما هو الحال في الأكياس أو المرسبات الكهروستاتيكية. - الحد الأدنى من مخاطر الحريق والانفجار: إن الغبار الجاف المتنوع قابل للاشتعال في حين إن استخدام الماء يزيل احتمال حدوث انفجارات. - القدرة على جمع كل من الغازات والجسيمات معا. | - مشاكل التآكل: يمكن أن تشكل المياه والملوثات الذائبة محاليل حمضية شديدة التآكل. مواد البناء المناسبة مهمة للغاية. أيضًا يمكن أن تتعرض السطوح الفاصلة بين المناطق الرطبة والمناطق الجافة إلى التآكل. - متطلبات الطاقة العالية: لا يمكن تحقيق كفاءات تجميع عالية للمواد الجسيمية إلا عند قطيرات ذات ضغط عالي وهذا الأمر يؤدي إلى ارتفاع تكاليف التشغيل. - مشاكل تلوث المياه: برك الترسيب أو مصافي الحمأة (بالإنجليزية: sludge clarifiers)‏ قد تكون مطلوبة لتلبية متطلبات لوائح التعامل مع مياه الصرف الصحي. - صعوبة استرداد المنتج: إن عملية نزع الماء وتجفيف حمأة أجهزة التنظيف (بالإنجليزية: scrubber sludge)‏ يؤدي إلى جعل عملية استعادة أي غبار من أجل إعادة الاستخدام أمرا مكلفًا وصعبًا للغاية. |

## المكونات
تتضمن بعض المكونات الخاصة بعملية تنظيف الغاز الرطب ما يلي:
- جهاز تنقية الغاز الفينتوري
- غرفة الرش / العمود
- جهاز تنقية بالرش الإعصاري
- عمود معبأ
- جهاز تنظيف القاذف فنتوري
- راو جيمر (بالإنجليزية: RAO GAMER)‏

قد يشتمل النظام على واحد أو أكثر من هذه المكونات بالإضافة إلى مكونات داعمة مختلفة مثل:
- نظام مجاري الهواء والمروحة
- غرفة التشبع (اختياري)
- فاصل الترسيب أو مزيل الضباب
- نظام الضخ (ونظام إعادة التدوير المحتمل)
- استنفاد معالجة سوائل التنظيف و / أو نظام إعادة الاستخدام
- كومة العادم

يمكن وصف عملية تنظيف الغاز الرطب النموذجية على النحو التالي:
- يدخل غاز المداخن الساخن من الفرن إلى جهاز التشبع (إن وجد) حيث يتم تبريد الغازات وترطيبها قبل دخولها منطقة الغسل. يزيل المشبع نسبة صغيرة من الجسيمات الموجودة في غاز المداخن.
- بعد ذلك ، يدخل الغاز في جهاز تنقية الغاز حيث تتم إزالة ما يقرب من نصف الغازات. تتميز أجهزة تنقية الغاز الفنتوري بكفاءة إزالة الجسيمات الدقيقة بنسبة 95٪.
- يتدفق الغاز من خلال جهاز تنقية ثان وهو جهاز امتصاص بطبقة معبأة حيث يتم تجميع باقي الغازات (والجسيمات).
- يزيل فاصل الحصر أو مانع الضباب أي قطرات سائلة قد تكون محتجزة في غاز المداخن.
- تقوم مضخة إعادة التدوير بنقل بعض سائل الغسل المستهلك إلى جهاز تنقية الغاز الفنتوري حيث يتم إعادة تدويره ويتم إرسال الباقي إلى نظام معالجة .
- يتم إعادة تدوير سائل الغسل المعالج مرة أخرى إلى جهاز التشبع وجهاز امتصاص الطبقة المعبأة (بالإنجليزية: packed bed absorber)‏.
- تعمل المراوح ومجاري الهواء على نقل تيار غاز المداخن عبر النظام وفي النهاية خارج المكدس .

## التصنيف
نظرًا لأن أجهزة تنظيف الغاز الرطب تختلف اختلافًا كبيرًا من حيث التعقيد وطريقة التشغيل ، فإن استنباط الفئات التي تناسبها جميعًا بدقة أمر صعب للغاية. عادة ما يتم تصنيف أجهزة تنقية الغاز لجمع الجسيمات باستخدام انخفاض ضغط الجانب الغازي في النظام (بالإنجليزية: gas-side pressure drop of the system)‏. يشير انخفاض ضغط الجانب الغازي في النظام إلى فرق الضغط أو انخفاض الضغط الذي يحدث عندما يتم دفع غاز العادم أو سحبه عبر جهاز التنظيف وذلك بغض النظر عن الضغط الذي يمكن استخدامه لضخ أو رش السائل في جهاز التنظيف.
يمكن تصنيف أجهزة تنقية الغاز باستخدام طريقة انخفاض ضغط الجانب الغازي في النظام على النحو التالي:
- أجهزة تنقية الغاز منخفضة الطاقة بها قطرات ضغط أقل من 12.7 سم (5 بوصة) من الماء.
- أجهزة تنقية الغاز ذات الطاقة المتوسطة ينخفض فيها الضغط بين 12.7 و 38.1 سم (5 و 15 بوصة) من الماء.
- أجهزة تنقية الغاز عالية الطاقة بها قطرات ضغط أكبر من 37.1 سم (15 بوصة) من الماء.

طريقة أخرى لتصنيف أجهزة تنظيف الغاز الرطب هي من خلال استخدامها - في المقام الأول لجمع الجسيمات أو الملوثات الغازية. مرة أخرى ، هذا التمييز ليس واضحًا دائمًا حيث يمكن غالبًا استخدام أجهزة التنظيف لإزالة كلا النوعين من الملوثات.
يمكن أيضًا تصنيف أجهزة تنظيف الغاز الرطب بالطريقة التي يتم بها التماس بين الطورين الغازي والسائلي. تم تصميم أجهزة تنقية الغاز لاستخدام الطاقة الناجمة من التيار الغازي أو التيار السائلي أو أي طريقة أخرى لجعل تيار الغاز الملوث يتلامس مع السائل. إن هذه الطرق موصوفة في الجدول 2 .
| جامع الرطب | مصدر الطاقة المستخدم من أجل إحداث التماس بين الغاز والسائل                                                             |
| --- | --- |
| - التماس في الطور الغازي - التماس في الطور السائلي - الفيلم الرطب - المزيج - الطور السائلي والطور الغازي - بمساعدة ميكانيكيا | - تيار الغاز - تيار السائل - التيارات السائلة والغازية - مصدر طاقة: - التيارات السائلة والغازية - دوار مدفوع ميكانيكيًا |

## مواد البناء والتصميم
يمكن أن يكون التآكل مشكلة رئيسية مرتبطة بأنظمة تنظيف الصناعة الكيميائية. غالبًا ما يتم استخدام البلاستيك المقوى بالألياف والمفاتيح المزدوجة كمواد بناء يمكن الاعتماد عليها.